# Regine Nehy
Regine Nehy (* 14. November 1987 in Philadelphia, Pennsylvania, USA, auch bekannt als Iremen Nehy) ist eine US-amerikanische Film- und Fernsehschauspielerin.
Vor dem Beginn ihrer Schauspielkarriere absolvierte Nehy eine Tanzausbildung an der Rock School.
2005 spielte sie in dem Fernsehfilm Fighting the Odds: The Marilyn Gambrell Story ihre erste größere Rolle, 2006 verkörperte sie in der beliebten Krankenhausserie Grey’s Anatomy die Cheyenne Wood. Nach mehreren Engagements für Fernsehfilme und -Serien und einer Nebenrolle in dem Jugenddrama Boot Camp wurde sie 2010 in dem deutschen Science-Fiction-Drama Transfer als Sarah in der weiblichen Hauptrolle besetzt.

## Filmografie (Auswahl)
- 2005: Fighting the Odds: The Marilyn Gambrell Story (Fernsehfilm)
- 2006: Grey’s Anatomy (Fernsehserie, eine Folge)
- 2007: Weapons
- 2007: Pride
- 2007: Super Sweet 16: The Movie (Fernsehfilm)
- 2007: Lincoln Heights (Fernsehserie, eine Folge)
- 2007: Boot Camp
- 2007: Weapons
- 2008: Lakeview Terrace
- 2010: Sterben will gelernt sein (Death at a Funeral)
- 2010: Transfer
- 2012: Crazy Eyes